# Пемискот
Округ Пемискот (англ. Pemiscot County) — округ штата Миссури, США. Население округа на 2009 год составляло 18 193 человека. Административный центр округа — город Каратерсвилл.

## История
Округ Пемискот основан в 1851 году.

## География
Округ занимает площадь 1276.9 км2.

## Демография
Согласно оценке Бюро переписи населения США, в округе Пемискот в 2009 году проживало 18 193 человека. Плотность населения составляла 14.2 человек на квадратный километр.